# لیگ دسته اول فوتبال اسلوونی
 لیگ دسته اول فوتبال اسلوونی  (به اسلونیایی: Slovenian PrvaLiga) معتبرترین لیگ فوتبال در کشور اسلوونی است که از سال ۱۹۹۱ تاکنون برگزار می‌شود. این لیگ از ۱۰ تیم که از سراسر کشور اسلوونی در آن شرکت می‌کنند برگزار می‌شود.
باشگاه فوتبال ماریبور با ۱۶ قهرمانی پرافتخارترین تیم این سری مسابقات به حساب می‌آید.